# マーティ・ヴィール
マーティ・ヴィール（Marty Veale、1977年8月9日 – ）は、ラグビーユニオンの選手、指導者。ITMカップにてノースランドのロックとしてプレー。その後、オールド・ブルーRFC、陸軍士官学校チーム、アメリカ代表、ブルーズ、サンウルブズのコーチを歴任。

## 選手経歴
ヴィールはニュージーランドで誕生。ホーンバイ高校を卒業。彼は各地を渡り歩いて活動し、母国ニュージーランドの他、日本とアメリカでプレーした。彼はエアニュージーランドカップのノースランドで1季プレーした後、2009年2月にロンドン・ワスプスと契約。
彼はワスプスと2年契約を結び、2010–11シーズン末まで活動した。契約満了後、彼はニュージーランドに戻り、ノースランドと契約しITMカップに参加した。

## 指導者経歴
ヴィールは現役引退後、2011年から2018年までUSAラグビー主催ラグビー・スーパーリーグ所属のオールドブルーにてヘッドコーチに就任。2015年から2018年まではニューヨーク州ウェストポイントの陸軍士官学校男子チームででフォワードコーチとディフェンスコーチを務めた。